# De la rigueur de la science
De la rigueur de la science (en espagnol : Del rigor en la ciencia) est une très courte nouvelle en un paragraphe écrite en 1946 par Jorge Luis Borges.

## Contenu
(juin 2023).
Le texte est constitué d'un unique paragraphe censé être tiré de l'ouvrage Viajes de varones prudentes (« Voyages d'hommes prudents »), livre quatrième, chap. XLV, rédigé par un certain Suárez Miranda et publié à Lérida en 1658 :
« … En aquel Imperio, el Arte de la Cartografía logró tal Perfección que el mapa de una sola Provincia ocupaba toda una Ciudad, y el mapa del Imperio, toda una Provincia. Con el tiempo, estos Mapas Desmesurados no satisficieron y los Colegios de Cartógrafos levantaron un Mapa del Imperio, que tenía el tamaño del Imperio y coincidía puntualmente con él. Menos Adictas al Estudio de la Cartografía, las Generaciones Siguientes entendieron que ese dilatado Mapa era Inútil y no sin Impiedad lo entregaron a las Inclemencias del Sol y los Inviernos. En los desiertos del Oeste perduran despedazadas Ruinas del Mapa, habitadas por Animales y por Mendigos; en todo el País no hay otra reliquia de las Disciplinas Geográficas. »
« En cet empire, l'Art de la Cartographie fut poussé à une telle Perfection que la Carte d'une seule Province occupait toute une Ville et la Carte de l'Empire toute une Province. Avec le temps, ces Cartes Démesurées cessèrent de donner satisfaction et les Collèges de Cartographes levèrent une Carte de l'Empire, qui avait le Format de l'Empire et qui coïncidait avec lui, point par point. Moins passionnées pour l'Étude de la Cartographie, les Générations Suivantes réfléchirent que cette Carte Dilatée était inutile et, non sans impiété, elles l'abandonnèrent à l'Inclémence du Soleil et des Hivers. Dans les Déserts de l'Ouest, subsistent des Ruines très abîmées de la Carte. Des Animaux et des Mendiants les habitent. Dans tout le Pays, il n'y a plus d'autre trace des Disciplines Géographiques. »

## Historique de publication
De la rigueur de la science est d'abord publié en 1946 dans la section Museo (« Musée ») du troisième numéro de la revue Los Anales de Buenos Aires (« Les Annales de Buenos Aires »), fraîchement fondée par Jorge Luis Borges, avec la signature de « B. Lynch Davis », nom de plume conjoint de Borges et d'Adolfo Bioy Casares. Attribué à l'auteur fictif Suárez Miranda, le texte est inclus la même année dans la seconde édition de l'Histoire universelle de l'infamie (es). En combinant les deux pseudonymes — Suárez Miranda et B. Lynch Davis —, les deux auteurs inventent également le nom de B. Suárez Lynch, censé être le disciple de Bustos Domecq et l'auteur de leur œuvre conjointe Un Modèle pour la mort. De la rigueur de la science sera par la suite republié en 1960 dans le recueil L'Auteur (es).